# 山田盛太郎
山田盛太郎（／；1897年1月29日—1980年12月27日），是日本昭和期马克思主义经济学家。东京大学名誉教授。

## 生平
舊制第八高中毕业后，进入东京帝国大学经济系。在大内兵卫指导下，山田盛太郎学习马克思主义。毕业后，成为助理教授。1930年，因赤色同情者事件（日语：赤のシンパ事件）被捕。1930年7月，出狱后，从大学辞职。 
此后，山田盛太郎与野吕榮太郎等人共同编辑《日本资本主義發達史講座》。 1934年，山田盛太郎出版代表作《日本资本主义分析》，成為講座派代表人物。在“日本资本主义论爭”中，講座派對抗勞农派。
1936年7月10日，在コム・アカデミー事件中，山田盛太郎等馬克思主義者遭到东京警视厅特高一课逮捕。同月，在目黑警察署的严厉审讯下，山田盛太郎宣布放弃共产主义信仰，但仍拘留至1937年3月。
二战后，山田盛太郎回到东京大学任教。1948年，創立土地制度史學會。1950年，山田盛太郎出任農地改革紀錄委員會會長。1950年，藉由《再生產過程表式分析序論》，山田盛太郎取得东京大学经济学博士学位。 山田盛太郎曾任经济系主任，退休后担任专修大学、龙谷大学教授。

## 作品
- 『日本資本主義分析』（1934年）

### 注脚
1. ↑  共産党シンパの学者、文化人をいっせい検挙『東京日日新聞』昭和11年7月11日夕刊（『昭和ニュース事典第5巻 昭和10年-昭和11年』本編p196 昭和ニュース事典編纂委員会 毎日コミュニケーションズ刊 1994年
2. ↑  山田盛太郎、転向を表明『中外商業新報』昭和11年7月21日（『昭和ニュース事典第5巻 昭和10年-昭和11年』本編p196
3. ↑  転向の山田盛太郎ら五人を釈放『東京日日新聞』昭和12年3月21日夕刊（『昭和ニュース事典第6巻 昭和12年-昭和13年』本編p215
4. ↑  . kotobank （日语）.
5. ↑  . 国立情報学研究所.   [2017-05-26].

### 文獻
- 署名なし. . 専修大学社会科学研究所月報. 1981, (212): 26-27. ISSN 0286-312X.